# Engel (сингъл)
Engel (в превод от немски: „Ангел“) е третият сингъл на германската индъстриъл метъл група Рамщайн и първия от албума „Sehnsucht“. Текстописец на песента е Рихард Круспе.
През 1998 г. песента „Engel“ е номинирана за награда „ECHO“ в категория „Rock-Pop-Single des Jahres national“, но наградата е спечелена от песента „Warum?“ на Tic Tac Toe.
Втори сингъл със заглавие „Engel, Fan-Edition“ e издаден на 23 май 1997 г. Той съдържа различен списък с песни и разширена версия на „Engel“. В официалния видеоклип участва фрагмент от филма От Здрач До Зори (англ. From Dusk Till Dawn).

### Fan-Edition
1. „Engel“
2. „Feuerräder“
3. „Wilder Wein“
4. „Rammstein“